# Josep Niebla
José Álvarez Niebla conocido artísticamente como Josep Niebla (Tetuán, protectorado español de Marruecos, 1945-Gerona, 8 de noviembre de 2021) fue un pintor expresionista español.

## Biografía
Realizó estudios superiores de Bellas Artes en Tetuán, donde nació, en el Protectorado Español de Marruecos, España, ampliándolos en Sevilla, Barcelona y París. En 1962 se trasladó a Gerona donde participó activamente en la vida cultural de la ciudad. Se instaló en una masía en Casavells, en el Bajo Ampurdàn, donde emplazó su casa-taller.
En 1961 presentó su primera exposición individual en el Centro Cultural de Ceuta. A lo largo de su trayectoria artística ha realizado cerca de doscientas exposiciones en Europa, Asia, África y América. En 1982 realizó una pintura de grandes dimensiones por encargo del ayuntamiento de Castillo de Aro con letras del alfabeto como motivo pictórico y diversos objetos (maderas, neón, radiografías) en la tela. Ha pintado otros murales de gran formato (Sant Feliu de Guíxols, 1984; Buenos Aires, 1987-88 y Barcelona, 1992), y ha realizado también carteles, grabados, collages e ilustraciones para libros de bibliófilo. Ha expuesto a menudo tanto dentro como fuera de España, y en 1992 tuvo lugar en Gerona una muestra retrospectiva de su obra. Desde la década de 1980 reside en Casavells, donde tiene su estudio y su fundación. En 2017 el museo de Montserrat organizó una exposición en homenaje a Josep Niebla.
Falleció a los 76 años en la capital gerundense.

## Premios
- Gran premio de la Bienal Internacional de Barcelona (1975).[7]

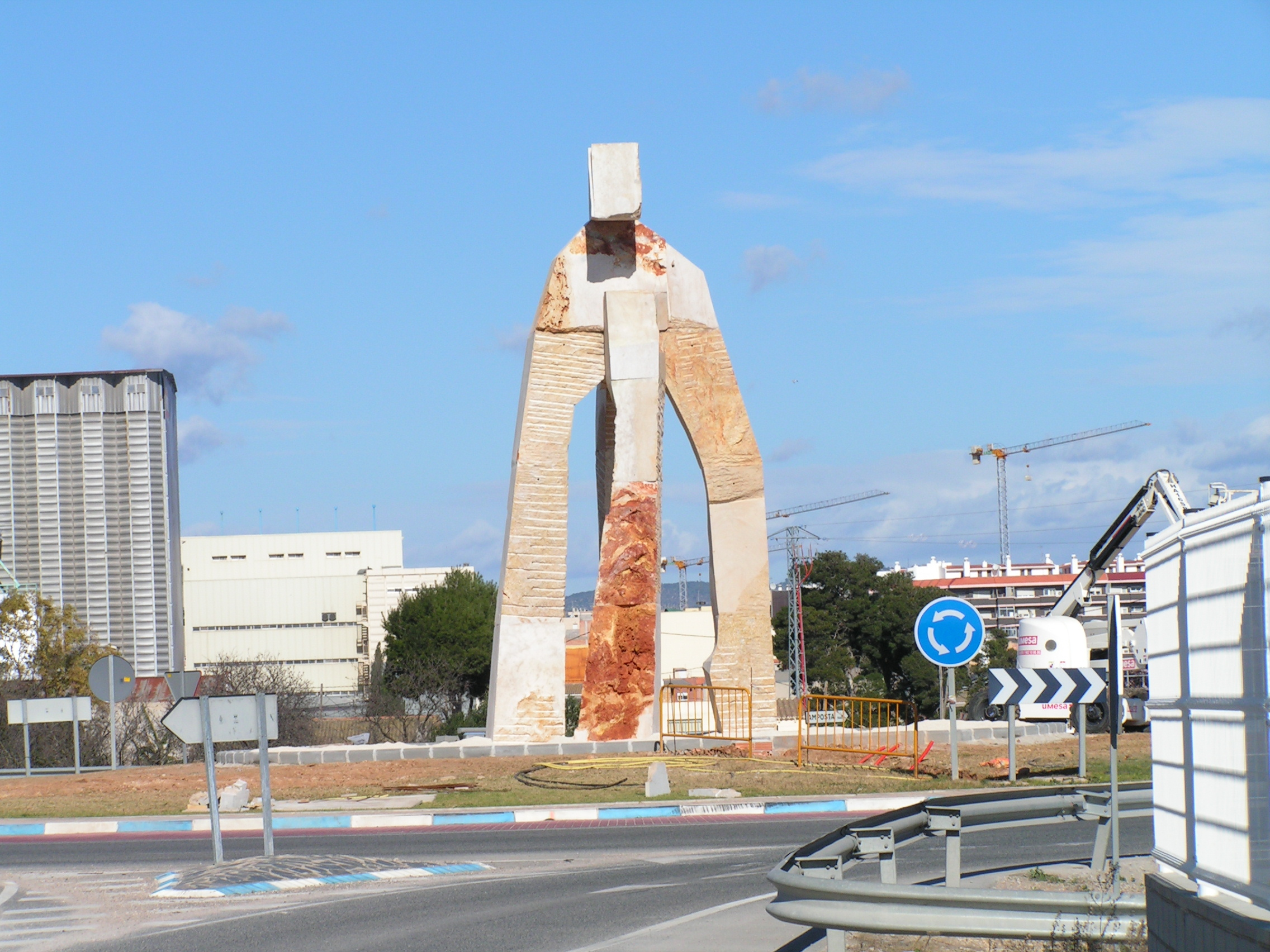
Escultura de Josep Niebla en Amposta (Tarragona)
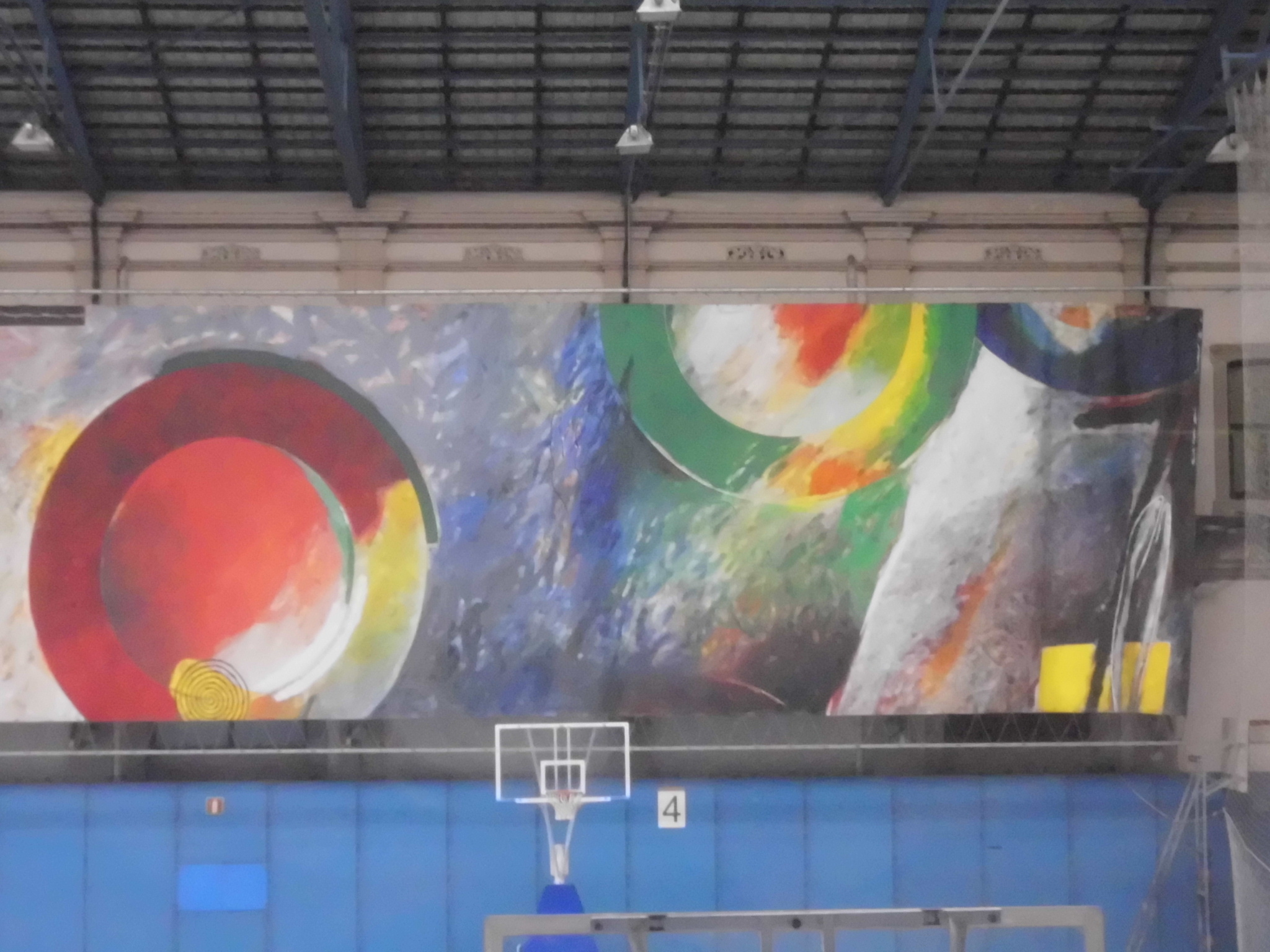
Mural de Josep Niebla en el interior del recinto deportivo Estación del Norte